# Kammasandra, Kolar
Kammasandra là một làng thuộc tehsil Kolar, huyện Kolar, bang Karnataka, Ấn Độ.